# André Morellet
André Morellet (Lyon, 7 de março de 1727 — Paris, 12 de janeiro de 1819) foi um economista e escritor francês. Foi um dos filósofos do iluminismo, e nesta função aparece em muitas memórias, como na de Madame de Rémusat.

## Biografia
Educado, inicialmente, em um colégio de jesuítas de Lyon, estudou mais tarde em Sorbonne. Formou-se sacerdote, mas sem grandes convicções. Voltaire o chamava "L'Abbé Mords-les", devido a seu mordaz e vivo engenho. Suas obras mais importantes foram um panfleto em resposta à obra de Charles Palissot, Les Philosophes e uma resposta ao Commerce des bleds (1770), de Ferdinando Galiani.
Mais tarde se empregou em comunicações semi-diplomáticas com homens de estado ingleses e obteve uma pensão, além de tornar-se membro da Academia francesa, em 1785. Um ano antes de sua morte, em Paris, editou quatro volumes de Mélanges de littérature et de philosophie du XVIIIe siècle, composto principalmente por uma seleção de suas publicações anteriores. Após sua morte, apareceu suas Mémoires sur le XVIIIe siècle et la Révolution (2 vols., 1821).
Sua tradução satírica do Directorium Inquisitorum, de Nicolau Aymerich, teve influência na decisão da Igreja Católica de cessar algumas de suas práticas inquisitoriais.